# 宮原武熊
宮原武熊（1874年12月13日—？），日本鹿兒島縣人，前後就讀於日本愛知醫學校、東京帝國大學醫科、慕尼黑大学、柏林大學、奧地利維也納大學醫學博士與東京帝國大學醫學博士，曾於其故鄉及東京開設眼科醫院。在台灣曾擔任臺灣總督府臺南醫院院長、臺中州州協議會員、臺中州州會議員、臺中州州參事會員以及臺中州私立臺中商業專修學校校長，曾在台中市開設眼科醫院，並與台籍文人共組東亞共榮協會，活躍於政界。

## 生平
宮原武熊於1874年（明治7年）12月13日出生在鹿兒島縣川邊郡知覽町（今南九州市），父親是宮原勇輔。宮原於1900年畢業於愛知醫學校，1902年東京帝大醫學部眼科專科修了，1907年前往德國慕尼黑大學留學，1917年提出論文，並獲得德國的醫學博士學位，爾後在歐洲各地見學後返回日本，並且在1908年時在鹿兒島市開業。1918年時，再前往東京帝大傳染病研究所從事眼科細菌學研究，並且在1923年再度獲得帝大醫學博士學位授與，同年於東京開業。
1925年（大正14年）8月，擔任台南醫院眼科部長，隔年辭職，並回到東京開業。1927年（昭和2年）前往台中市榮町開設「宮原眼科醫院」，開業期間曾受任命為台中州會議員。1929年於新高町臺中州立臺中第一中學校旁興建洋式樓房，後再1933年與陳炘等台籍菁英在台中市公會堂成立「東亞共榮協會」。1945年1月再度擔任臺中州私立臺中商業專修學校（今臺中市私立新民高級中學）校長。10月日本投降二戰結束，11月在台日人引揚返回日本內地。晚年生平及卒年不詳。

## 宮原醫院

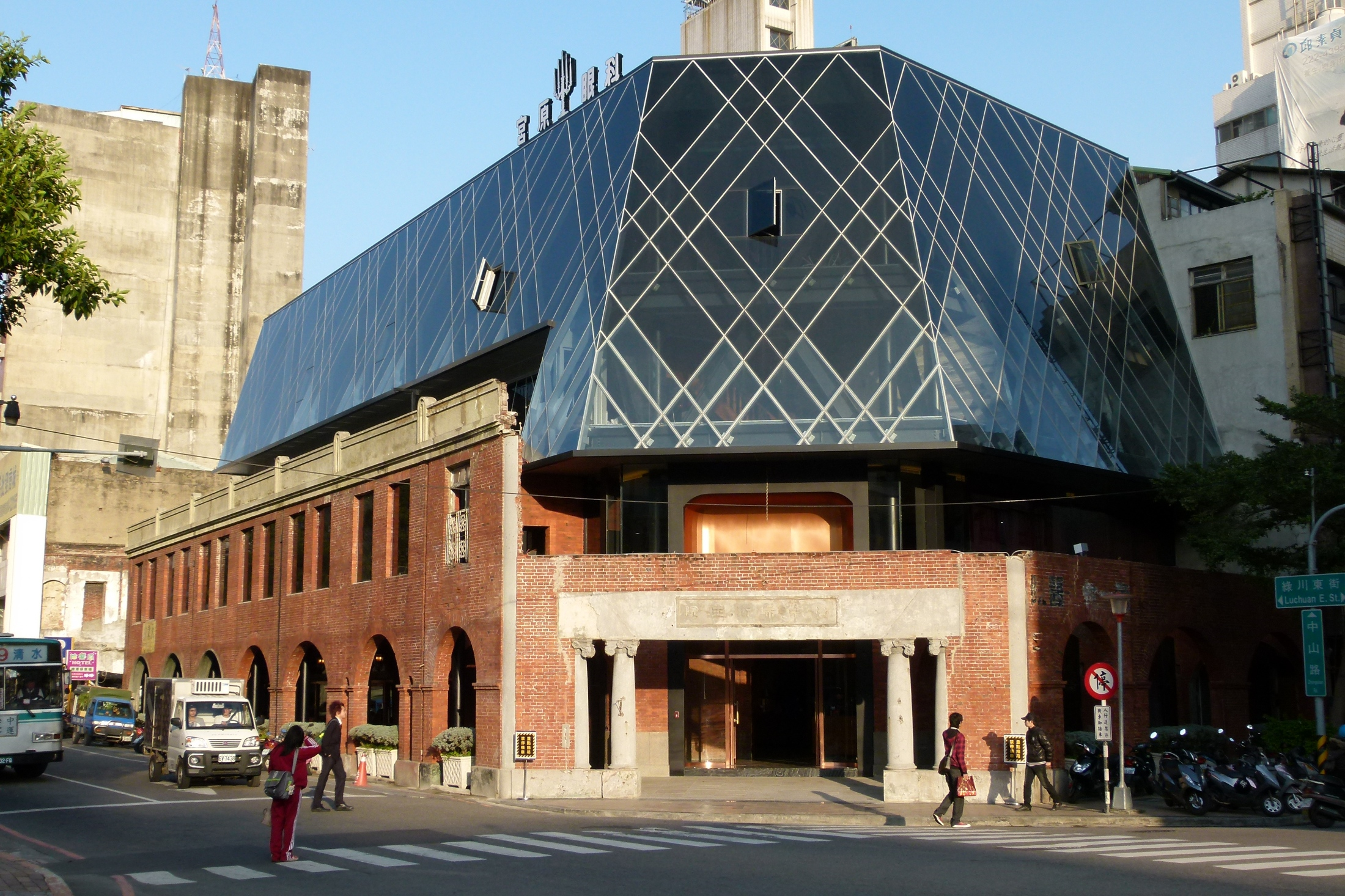
宮原眼科醫院現況

- 1927年興建為「宮原眼科醫院」。後曾為台灣日報營業處。
- 1945年以日產沒入政府資產，改為臺中市政府民政科衛生股（隔年改為台中市衛生院，即今臺中市政府衛生局）。
- 1956年，台中市政府為建新衛生大樓，與張瑞楨（臺中大雅人；藝人張鈞甯之祖父）做為交換，以此建物做為抵償工資。
- 1959年衛生院遷至新大樓，此建物轉讓予張瑞楨。
- 1999年9月21日，921大地震建物受創。
- 2008年卡玫基颱風引發台中大雨釀災，建物大廳傾毀。
- 2010年日出乳酪蛋糕購入此建築，內部全面改建，保留部分外觀以及騎樓；保留「宮原眼科」之名，改為糕點、飲料、冰淇淋與巧克力專賣店以及餐廳、沙龍。

## 宮原氏別墅

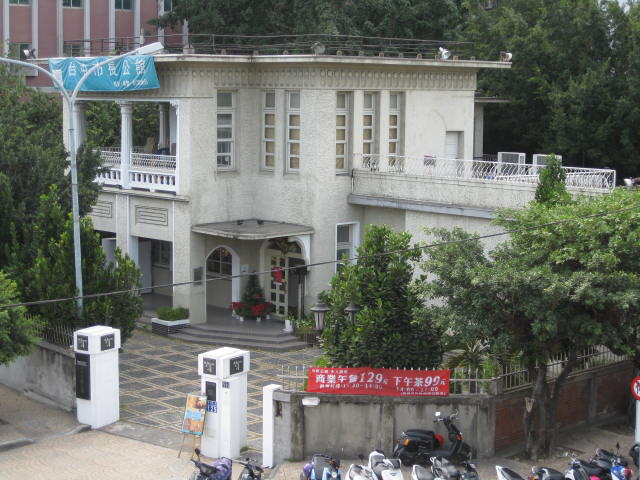
台中市長公館。

市長公館原是日治時期宮原眼科主治醫師宮原武熊的住宅，建於1933年（昭和8年）。
- 1933年於臺中州立臺中第一中學校與水源地公園旁建洋式樓房。
- 1945年以日產沒入政府資產，改為臺中市政府市長公館，但在第8屆曾文坡市長之後，後續市長均未居住於此。
- 2002年被臺中市文化局公告登錄為歷史建築，朝規劃成藝文活動空間使用。
- 2004年元旦正式對外開放，定名「市長官邸藝廊」。
- 2016年弘道老人福利基金會進駐，推動「不老夢想125號」計畫。
- 2019年臺中市政府文化資產處公告更名為「紀念建築宮原武熊宅邸」。

## 學術論文
- 宮原武熊、「除蟲菊浸出液ノ二三「スピロヘータ」ニ及ボス實驗的研究 (第一囘報告):第一囘報告」『實驗醫學雜誌』 1923年 7巻 1號 p.1-31,doi:10.3412/jsb1917.7.1_1, 日本細菌學會
- 宮原武熊、「過血糖動物眼球ノ對炎抵抗力減弱竝全眼球炎ノ成因ニ關スル實驗的研究」『實驗醫學雜誌』 1923年 7巻 10號 p.934-1012, doi:10.3412/jsb1917.7.10_934, 日本細菌學會
- 宮原武熊、「過血糖動物眼球ノ對炎抵抗力減弱竝全眼球炎ノ成因ニ關スル實驗的研究」『實驗醫學雜誌』 1923年 7巻 11-12號 p.1119-1148_8, doi:10.3412/jsb1917.7.11-12_1119, 日本細菌學會

## 腳註